# Полиэф

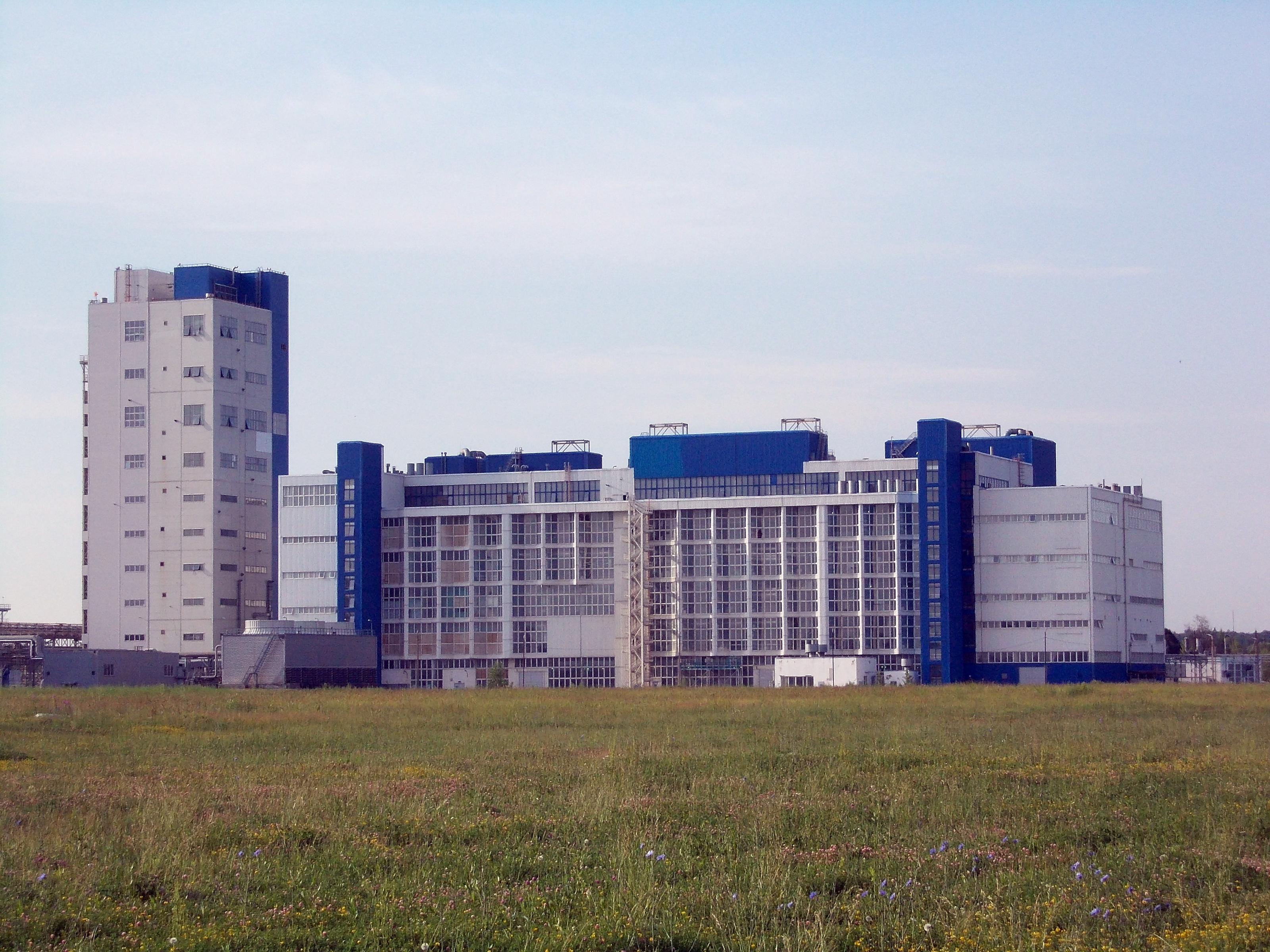
Производство полиэтилентерефталата АО «ПОЛИЭФ»

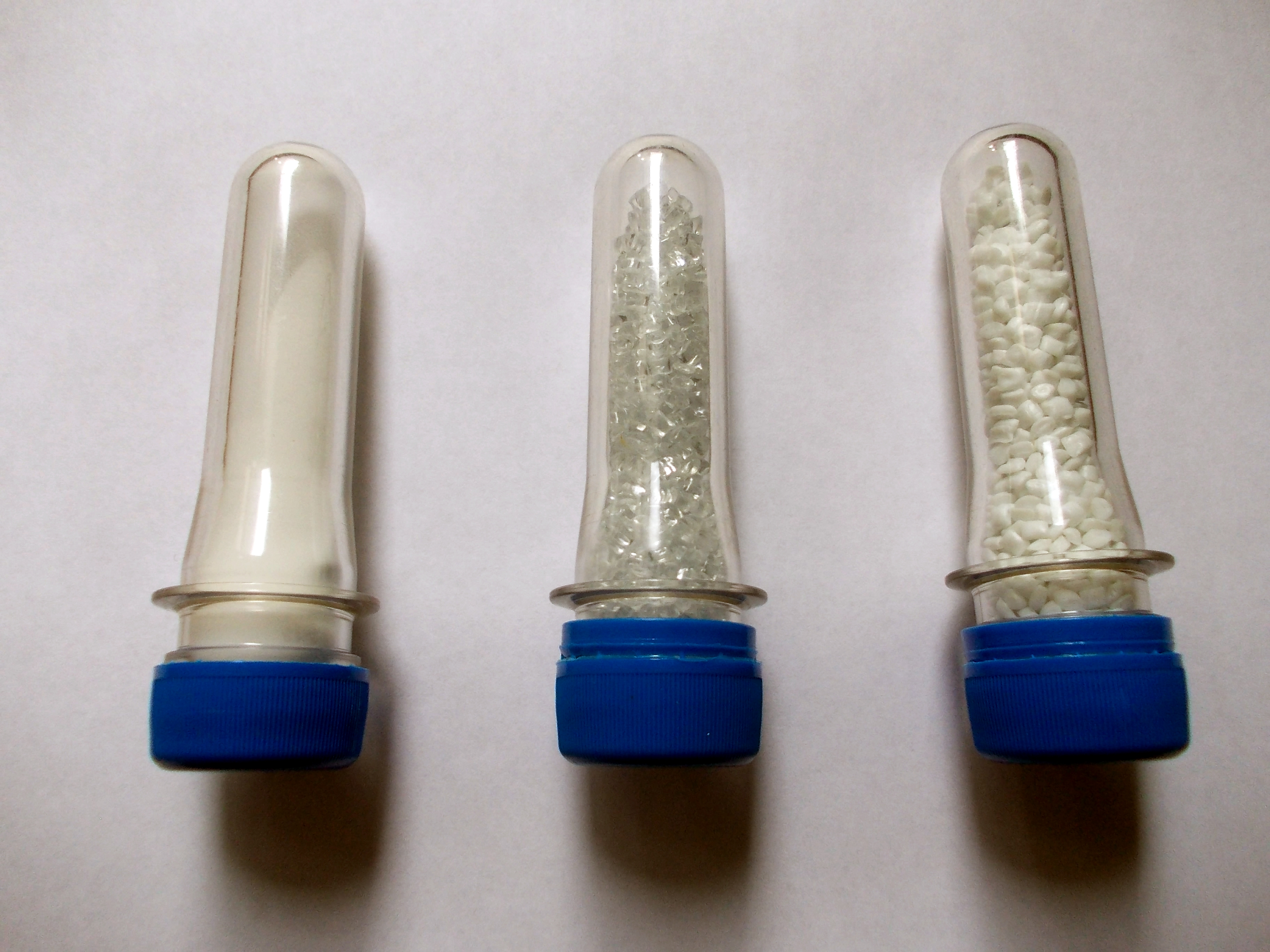
Терефталевая кислота, аморфный полиэтилентерефталат, кристаллический полиэтилентерефталат производства АО «ПОЛИЭФ»

Акционерное общество «ПОЛИЭФ» — российское предприятие, производитель терефталевой кислоты и полиэтилентерефталата. Входит в состав Сибура. Является единственным производителем терефталевой кислоты в Российской Федерации.

## История предприятия
История предприятия «Полиэф» началась в 1985 году, когда Приказом Министерства химической промышленности, Министерства внешней торговли и Министерства строительства химической промышленности СССР была создана Дирекция для возведения Башкирского производственного объединения «Химволокно». Для строительства был выбран участок недалеко от города Благовещенска (Башкортостан) рядом с Приуфимской ТЭЦ и Уфанефтехимом — производителем сырья для производства терефталевой кислоты.
В 1991 г. по контракту с японскими фирмами «Kobe Steel», «Mitsui», «Nissho Iwai» было поставлено новое оборудование на 561 млн долларов США. Предполагалось, что на предприятии будут производиться:
- терефталевая кислота очищенная (230 тыс. тонн в год) по лицензии Mitsui Petrochemical Ltd (Япония)
- полиэтилентерефталат-гранулят (120 тыс. тонн в год) по лицензии Du Pont de Nemours (США)
- полиэфирные волокна (60 тыс. тонн в год) по лицензии Du Pont de Nemours (США)
- текстильно-вспомогательные вещества (8 тыс. тонн в год) по лицензии Takemoto Oil and Fat Co., Ltd (Япония)
- полимерные концентраты-красители (1,5 тыс. тонн в год) по лицензии Ciba Geigy (Швейцария)
- нетканый материал «Спанбонд» (22 тыс. тонн в год) по лицензии Du Pont de Nemours (США)

Однако события, связанные с распадом СССР и разрухой 1990-х гг. не позволили вести активное строительство. Возведение комплекса было приостановлено, закупленное оборудование законсервировано, и в период 1991—1997 гг. предприятие получало лишь небольшое финансирование от Российской Федерации и Республики Башкортостан для обеспечения сохранности оборудования.
В 1992 г. «Химволокно» было переименовано в ЗАО «Батэкс», а в 1995 г. — в ОАО «ПОЛИЭФ». К этому времени конъюнктура рынка полностью изменилась, и выпуск полиэфирных волокон, текстильно-вспомогательных веществ и материала «Спанбонд» стал неактуальным.
Начиная с 1998 г. Республика Башкортостан возобновила финансирование возведения предприятия. Вначале предполагалось построить первую производственную линию мощностью 115 тыс. тонн терефталевой кислоты в год, но затем было принято решение вести монтаж сразу двух производственных линий общей мощностью 230 тыс. т ТФК в год.
В 2004 г. в связи с резким сокращением финансирования строительство «ПОЛИЭФа», у которого монтаж производства терефталевой кислоты был почти завершён, приостановилось. Российский фонд федерального имущества в 2004 г. 3 раза объявлял аукцион по продаже акций ОАО «ПОЛИЭФ», однако торги не состоялись вследствие отсутствия заявок. В апреле 2005 г. завод был приобретён фирмой ЗАО «Селена», которая оплатила долги предприятия и профинансировала окончание строительства и пусконаладочные работы. 15 ноября 2005 г. 1-я технологическая линия была запущена, была получена первая партия продукта — техническая терефталевая кислота. Торжественное открытие предприятия состоялось 29 декабря 2005 г. В мероприятии приняли участие президент Республики Башкортостан Рахимов М. Г., члены правительства Республики Башкортостан, глава администрации Благовещенского района и города Благовещенска, а также руководители крупнейших предприятий и компаний региона. 21 марта 2006 г. была запущена 2-я технологическая линия получения технической терефталевой кислоты.
В 2007 г. акции ОАО «ПОЛИЭФ» были приобретены Сибуром.
В 2008 г. было завершено строительство производства полиэтилентерефталата, был получен первый продукт. В этом же году предприятие стало лауреатом конкурса «Лучшие товары Башкортостана».
В декабре 2010 г. было принято решение о расширении мощности производства полиэтилентерефталата со 140 до 210 тыс. тонн в год.
В декабре 2010 г. предприятие выпустило миллионную тонну очищенной терефталевой кислоты.
В апреле 2014 г. были запущены новые мощности производства полиэтилентерефталата.
В ноябре 2014 г. предприятие выпустило двухмиллионную тонну очищенной терефталевой кислоты.
22 декабря 2015 г. Сибур приобрёл у Республики Башкортостан оставшуюся долю собственности предприятия (17,5 %) за 476,3 млн рублей и консолидировал все 100 % акций «ПОЛИЭФа».
В 2019 г. проведена реконструкция действующего производства ТФК с увеличением мощности на 38%, с 252 тыс. до 350 тыс. т в год. Проект стал важным шагом в реализации стратегии СИБУРа по модернизации производственных площадок для обеспечения максимально энергоэффективного и экологичного производства.
В 2020 г. введены в эксплуатацию две установки по обезвреживанию жидких отходов, образующихся в процесс производства ПЭТ, и узел анаэробной очистки сточных вод.
В 2021 г. реализован проект модернизации установки сбора и очистки ливневых вод. Произведена модернизации анаэробных биореакторов, благодаря чему АО «Полиэф» достигло исторического максимума по эффективности очистки сточных вод.
в 2022 г. произведен запуск в опытно-промышленную эксплуатацию солнечной электростанции. Мощность станции – 4,9 МВт, площадь – 8 га (11 футбольных полей), количество солнечных панелей – 10 080. «Полиэф» стал первым промышленным предприятием СИБУРа, использующим зеленую электроэнергию в производстве продукции.
В 2022 г. СИБУР запустил на ПОЛИЭФе производство ПЭТ-гранул с вовлечением вторичного сырья. Новый продукт - гранула Vivilen rPET – содержит до 30% повторно используемого полимера.

## Технология и продукция
Предприятие включает в себя следующие основные производства:
- Производство терефталевой кислоты
- Производство полиэтилентерефталата
- Энергосырьевое производство
- Производство очистных сооружений

ПОЛИЭФ производит:
- Терефталевая кислота в биг-бегах (1 тонна) и балк-контейнерах (20 тонн) — 272,7 тыс. тонн в год.
- Полиэтилентерефталат в биг-бегах (1 тонна) — 264,6 тыс. тонн в год

## Загрязнение реки Изяк
26 июля 2019 года в реке Изяк зафиксирована массовая гибель рыбы. Первый заместитель руководителя Башкирии Ринат Баширов заявил, что причиной экологического бедствия стали выбросы в реку отходов производства завода.
Источник загрязнения был обнаружен 29 июля. Фактически было обнаружено начало реки Казнышла — это соединение трех оврагов в лесном массиве. В одном из оврагов было обнаружено наличие двух канализационных колодцев, оборудованных железобетонными кольцами. Внутри кольца наблюдался сток воды из двух труб, а далее данный сток направлялся в овраг, из которого берет начало река Казнышла. Канализационные колодцы располагались в 50 метрах от огражденной территории предприятия.
На оперативном совещании в правительстве республики 5 августа 2019 года врио главы региона Радий Хабиров заявил, что АО «ПОЛИЭФ» должно будет возместить ущерб за загрязнение реки Изяк в Благовещенском районе.
в 2021 году «Полиэф» выплатил 150 млн рублей компенсации ущерба после аварии под Уфой.